# Nicu Roată
Nicu Roată (ur. 6 lipca 1961) – rumuński lekkoatleta, który specjalizował się w rzucie oszczepem.
Dwukrotny złoty medalista mistrzostw Rumunii.
Rekord życiowy: nowy model oszczepu – 81,16 (27 czerwca 1987, Praga). Rezultat ten do 2017 roku był rekordem Rumunii. Roata starym typem oszczepu swój najlepszy wynik osiągnął w 1984 roku (85,86).